# Mastologia
A mastologia ou senologia é especialidade médica que se dedica ao estudo das glândulas mamárias. O mastologista é o especialista que estuda, previne, diagnostica, trata e reabilita todas as doenças da mama. No Brasil, para especializar-se em mastologia, o médico deve realizar previamente residência médica em Cirurgia Geral ou Ginecologia e Obstetrícia (2 a 3 anos antes de se especializar em Mastologia). A residência médica em Mastologia tem duração de dois anos. O Brasil, neste sentido, é pioneiro, com reconhecimento internacional. A Sociedade Brasileira de Mastologia é a entidade que representa a especialidade no Brasil. Quando estivermos diante de qualquer suspeita ou diagnóstico de quaisquer alterações nas mamas ou necessitarmos de respostas para dúvidas a esse respeito, devemos recorrer ao mastologista.